# Caspar Schmidt
Caspar Schmidt, död 1680, var en svensk läkare och bergsman.
Schmidt invandrade från Sachsen, troligen på 1620-talet. 1636 utnämndes han av Karl XI till bergsfältskär vid Salberget och för de övriga bergsbruken i Sverige. Han bosatte sig i Sala, varifrån han 1648 flyttade till Västerås, där han öppnade ett apotek. Vid sidan av sin medicin- och apotekargärning började han driva handel med järn och livsmedel; han verkade även kom källarmästare och penningutlånare. Den 6 december 1660 utnämndes han till inspektör över bergverken i Skåne, Blekinge, Halland och Bohuslän. 1660 startade han också tillsammans Johan Ellers silvergruvan i Björbyn, Tösse socken i Dalsland. 1661 upptogs en ny silvergruva i Äskekärr, Ånimskogs socken. 
Man lät sig dock luras av en "doktor Lohrius" som med hemliga smältmetoder skulle kunna utvinna guld, silver, tenn och bly ur malmen. Lohrius rymde dock efter att ha lurat av de båda betydande summor, och 1662 tvingades Schmidt, som blivit ruinerad på kuppen, sälja sin andel i gruvorna till Ellers. Han kom därefter från 1662 att intressera sig för de skånska stenkolsfyndigheterna. På 1670-talet hade han ledningen för Andrarums alunbruk.